# موروزوف
موروزوف (انگلیسی: Morozoff) یکی از برجسته ترین تولیدکنندگان شیرینی سازی لوکس است که در سال 1931 از یک فروشگاه شکلات در کوبه، ژاپن شروع به کار کرد.
از زمان تاسیس در سال 1931 توسط فدور دیمیتریویچ موروزف ، مهاجری سفیدپوست از روسیه، موروزوف رشد کرده است و اکنون 952 رستوران و کافه در سراسر ژاپن دارد.
موروزوف همچنین شعبه هایی در دبی، سنگاپور، کامبوج، شانگهای و هنگ کنگ دارد.
موروزوف برای هدیه روز ولنتاین در ژاپن شناخته شده و محبوب است. 